# Dicranomyia (Zelandoglochina) omissistyla
Dicranomyia (Zelandoglochina) omissistyla is een tweevleugelige uit de familie steltmuggen (Limoniidae). De soort komt voor in het Neotropisch gebied.